# ラウル・ヒメネス
ラウル・アロンソ・ヒメネス・ロドリゲス（Raúl Alonso Jiménez Rodríguez, 1991年5月5日 - ）は、メキシコ・イダルゴ州出身のサッカー選手。フラムFC所属。メキシコ代表。ポジションはFW(CF)。ラウール・ヒメーネスとも表記される。

## クラブ経歴

### クラブ・アメリカ
クラブ・アメリカのユースでキャリアをスタートさせ、2011年10月9日、モナルカス・モレリア戦でプロデビューを果たした。10月30日、プエブラ戦では、試合開始2分目に初ゴールを決めた。 デビューシーズンでは6試合に出場し、1ゴールを記録した。クラウスーラに初出場したのは、大会7週目の2月11日のアトラス戦だった。

### アトレティコ・マドリード

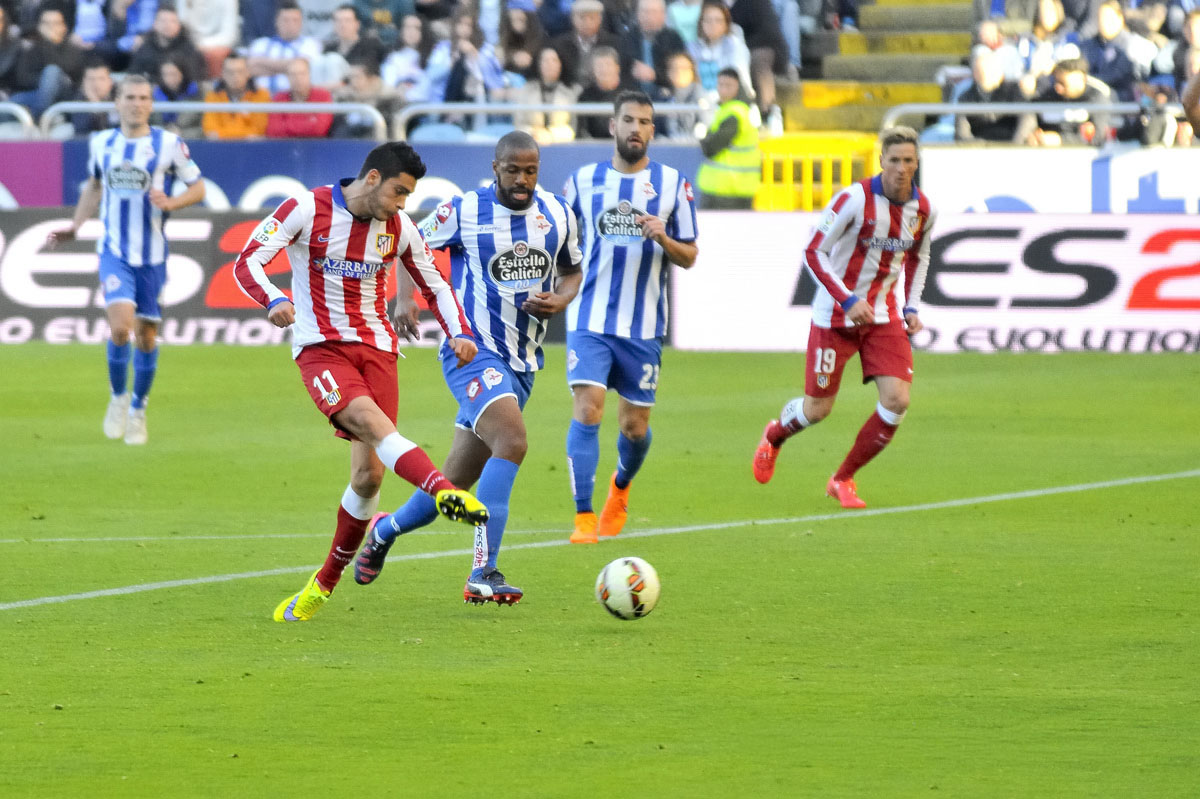
アトレティコ・マドリードでのヒメネス（2015年）

2014年8月13日、アトレティコ・マドリードに移籍する事でクラブ間合意したことが発表された。翌日、メディカルチェックに合格し、6年契約を締結した。
8月16日、プレシーズントーナメントのラモン・デ・カランサ杯決勝のサンプドリア戦でデビューを果たし、先発で79分まで出場した。8月19日、スーペルコパ・デ・エスパーニャの1stレグのレアル・マドリード戦では2試合ともに出場した。2014年8月25日、ラージョ・バジェカーノ戦でリーガデビューを果たした。9月27日のセビージャ戦では、アトレティコでの初ゴールを決めた。また、そのシーズンのアトレティコでの唯一のゴールであった。

### ベンフィカ
2015年8月9日、プレミアリーグのウェストハムへのローン契約を完了させる予定だったヒメネスは、寝坊してロンドン行きのフライトを欠席し、メディカルチェックに現れなかった。2015年8月13日、ベンフィカに移籍し5年契約を結んだ。ベンフィカはヒメネスの経済的権利の50パーセントを900万ユーロで獲得した。2016年7月21日、ベンフィカがヒメネスの経済的権利の残り50%を1200万ユーロで購入したことが発表された。これにより移籍総額は約2200万ユーロとなり、当時ポルトガルサッカー史上最も高額選手で、最も高価なメキシコ人選手となった。

### ウルヴァーハンプトン・ワンダラーズ
2018年6月13日、新たに昇格したウルヴァーハンプトン・ワンダラーズにレンタル移籍した。2019年4月4日、買取オプションを行使され4年契約を結んだことが発表された。移籍金は3000万ポンドで、2018年6月にアダマ・トラオレの移籍金1800万ポンドを上回り、クラブ史上最高額となった。28試合で13ゴールを挙げ、クラブのプレミアリーグ残留に貢献し、クラブの年間最優勝選手賞を受賞した。
2019-20シーズン、11月は3ゴールを決めるなど、プレミアリーグ11月の最優秀選手に選ばれた。6月20日のウェストハム戦でゴールを決め、シーズン14ゴールとし、これまでチチャリートが保持していた、プレミアリーグにおけるメキシコ人選手としての最多ゴール数記録を更新した。リーグ戦では38試合17ゴール（年間トータル53試合26ゴール10アシスト）の活躍を見せた。
2020年10月3日、クラブと新たに4年契約を締結した。11月29日、エミレーツ・スタジアムで行われたプレミアリーグのアーセナル戦の開始5分後、ダヴィド・ルイスと頭をぶつけて地面に倒れ込み、担架で運ばれて交代となった。すぐに重度の外傷のために病院に運ばれ、最終的には意識があると判断された。頭蓋骨骨折を負っており、その日の内に手術を受けた。その後は、順調に回復し、2021年7月17日のクルー・アレクサンドラFCとのプレシーズンマッチで実戦復帰した。9月27日、サウサンプトンFC戦で336日ぶりとなる公式戦でのゴールを挙げた。

### フラム
2023年7月25日、フラムFCに移籍した。2年契約で、移籍金は約10億円とみられている。

## 代表経歴
U-23メキシコ代表時代では、ロンドン五輪の金メダル獲得に貢献した。
2013年1月30日、デンマーク代表戦でA代表デビュー。
2013年7月11日の2013 CONCACAFゴールドカップ、カナダ戦でメキシコ代表初得点を挙げた。
2014 FIFAワールドカップではブラジル戦でドス・サントスとの交代でワールドカップ初出場を果たした。
2018 FIFAワールドカップではグループリーグのドイツ戦とブラジル戦に出場した。
2019 CONCACAFゴールドカップでは5ゴールを決め、大会最優秀選手に選出された。

## 代表歴

### 出場大会
- メキシコ代表
  - 2014 FIFAワールドカップ
  - 2018 FIFAワールドカップ
  - 2022 FIFAワールドカップ

### 試合数
- 国際Aマッチ 106試合 33得点（2013年-）[22]

| メキシコ代表 | 国際Aマッチ | 国際Aマッチ |
| 年           | 出場        | 得点        |
| ------------ | ----------- | ----------- |
| 2013         | 20          | 4           |
| 2014         | 8           | 2           |
| 2015         | 14          | 2           |
| 2016         | 7           | 1           |
| 2017         | 12          | 4           |
| 2018         | 9           | 2           |
| 2019         | 12          | 8           |
| 2020         | 4           | 3           |
| 2021         | 5           | 1           |
| 2022         | 10          | 2           |
| 2023         | 6           | 4           |
| 2024         |             |             |
| 通算         | 106         | 33          |

## タイトル

### クラブ
クラブ・アメリカ
- プリメーラ・ディビシオン : クラウスーラ2013

アトレティコ・マドリード
- スーペルコパ・デ・エスパーニャ : 2014

SLベンフィカ
- プリメイラ・リーガ : 2015-16, 2016-17
- タッサ・デ・ポルトガル : 2016-17
- タッサ・ダ・リーガ : 2015-16
- スーペルタッサ・カンディド・デ・オリベイラ : 2016, 2017

### 代表
メキシコ代表
- トゥーロン国際大会 : 2012
- オリンピックサッカー : 2012 (金メダル)

### 個人
- 2019 CONCACAFゴールドカップ : 大会最優秀選手賞
- ウルヴァーハンプトン・ワンダラーズFC :2018-19 クラブ年間最優秀選手賞
- PFA月間最優秀選手賞 : 2019年11月